# Antigua (Hiszpania)
Antigua – gmina w Hiszpanii, w prowincji Las Palmas, we wspólnocie autonomicznej Wysp Kanaryjskich, o powierzchni 250,57 km². W 2011 roku gmina liczyła 11 172 mieszkańców.